# Сі мажор
Сі мажор (англ. B major, нім. H-Dur) — мажорна тональність, тонікою якої є звук сі. Гама сі-мажор містить звуки: 
сі - до♯ - ре♯ - мі - фа♯ - соль♯ - ля♯ 
B - C♯ - D♯ - E - F♯ - G♯ - A♯.
Паралельна тональність - соль-дієз мінор, однойменний мінор — сі мінор.
 Сі мажор має п'ять дієзів біля ключа (фа-, до-, соль-, ре-, ля-).

## Найвідоміші твори, написані в цій тональності
- Л. ван Бетховен «Adagio un Poco Mosso» з Концерту для фортепіано з оркестром № 5
- Ф. Шопен — Ноктюрни ор.32 № 1, op.62 № 1
- Й. Брамс — Фортепіанне тріо No. 1, Op. 8
- П. І. Чайковський «Лебедине озеро», фінал
- Ігор Стравінський Балет «Жар-птиця», фінал
- The Beatles «Penny Lane[en]»